# Czistyje prudy (stacja metra)
Czistyje prudy (ros. Чистые пруды – Czyste stawy) – stacja metra w Moskwie, na linii Sokolniczeskiej. Stacja została otwarta 15 maja 1935.